# Нова, Жуан да

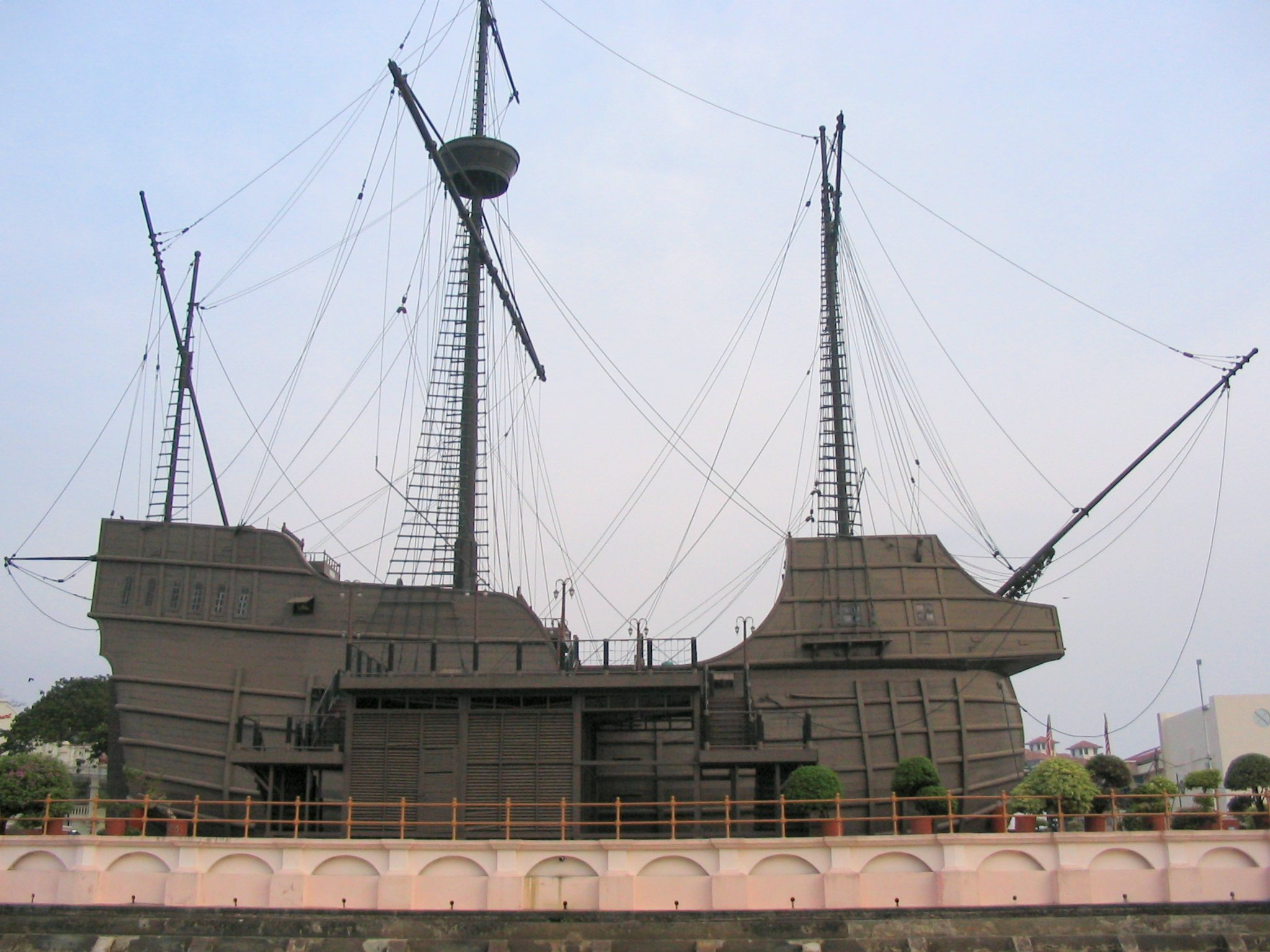
Современная копия каракки Жуана да Нова «Flor de la mar» на стоянке в Малакке

Жуа́н да Но́ва (порт. João da Nova, современ. галис. Xoán de Nóvoa — Шоан де Новоа, исп. Juan de Nova — Хуан де Нова; около 1460 — 1509) — португальский мореплаватель галисийского происхождения, яркий представитель эпохи Великих географических открытий.

## Биография
Родился в селении Маседа, округ Оренсе в области Галисия (Испания), около 1460 года. Когда Хуан был ребёнком, испанскую Галисию охватил конфликт, известный как Восстание Священного Братства (или Восстание Ирмандиньо), поэтому семья переправила его в более спокойную Португалию. Там он поступил на военную службу португальской короне. За участие в боевых действиях на севере Африки в 1497 году был удостоен титула алкайда Лиссабона (порт. Alcaide menor de Lisboa).
Во время своего первого путешествия в Индию в 1501 году открыл остров Вознесения. Первооткрыватель назвал эту землю островом Непорочного зачатия (порт. Conceição), но не сделал об этом запись в судовом журнале. В 1503 году остров был заново открыт Афонсу де Албукерке, который дал ему принятое в настоящее время название — Вознесения.
На обратном пути из Индии в Португалию 21 мая 1502 года Жуан да Нова открыл остров Святой Елены. Главным результатом этой экспедиции стало основание торговой фактории в Каннуре.
Во время экспедиции 1505 года Жуан да Нова оспорил решение Франсишку ди Алмейда передать командование своему сыну. Он заболел и оказался в плену штиля на крошечном острове в Мозамбикском проливе, который ныне носит его имя.
Тристан да Кунья вызволил Жуана да Нова и его людей из пролива и помог им вернуться в Индию. Там своенравный мореход вступил в спор (дошедший до рукоприкладства) с Афонсу де Албукерки по поводу планов завоевания Ормуза. За доблесть, показанную при взятии Маската, он был помилован, но получил в бою ранение, от которого и умер по возвращении в Кочин в 1509 году.